# Muttersteinhöhle
Die Muttersteinhöhle ist eine Höhle nahe Altfinnentrop, Gemeinde Finnentrop, Kreis Olpe, auf der linken Seite der Bigge.

## Beschreibung
Die Höhle befindet sich in der innerhalb der Attendorn-Elsper Doppelmulde in den Schichten des mittleren Newberrien. Sie weist eine Gesamtlänge von 348 m auf, einen maximalen Höhenunterschied von 33,6 m und ist stark verzweigt. In der Höhle haben sich sog. Lehmbäumchen entwickelt. Vorgefunden wurden juvenile Krebse der Gattung Niphargus.
Der Eingang wurde im Jahr 1980 durch die Deutsche Bundespost bei Kabelverlegungsarbeiten freigelegt. Später wurde der Eingang wieder verschüttet.
Das Naturschutzgebiet Muttersteinhöhle mit einer Fläche von 2,60 ha wurde am 30. November 2006 ausgewiesen.
Betreut wird die Höhle von der Speläogruppe Letmathe – Verein für Höhlenkunde in Westfalen.